# Гамалеро
Гамалеро (итал. Gamalero) — коммуна в Италии, располагается в регионе Пьемонт, в провинции Алессандрия.
Население составляет 804 человека (2008 г.), плотность населения составляет 66 чел./км². Занимает площадь 12 км². Почтовый индекс — 15010. Телефонный код — 0131.
Покровителем коммуны почитается святой Лаврентий, празднование 10 августа.

## Демография
Динамика населения:

## Администрация коммуны
- Официальный сайт: https://web.archive.org/web/20060808210742/http://www.comune.gamalero.al.it/